# OFD Ostfriesischer Flugdienst
Ostfriesischer Flugdienst (kort - OFD) är ett tysk regionalt flygbolag baserat i Emden med bas på flygfältet i Emden. Det är ett dotterbolag av rederiet AG Ems och blev självständig år 2011 från tidigare OLT Express.

## Historik
Ursprungliga OFD var den av Jan Jacob Janssen och Martin Paulsson grundade "Ostfrisiska luft taxi Dekker och Janssen OHG" 1958. 
Flygtrafik till badorter, kusten och regionalflyg benämndes efter de nybildade OLT Ostfriesische lufttransport GmbH 1974. 
Än en gång ändrades namnet till nuvarande namn OFD Östra Friesland-flyg-service GmbH 2011 av AG Ems, en tidigare OLT-ägare. 
Den 18 september 2013, efter 14 dagar för överföringen, landade två Britten-Norman BN-2 Islander på flygfältet i Bremerhaven. Dessa var av OFD:s i Nya Zeeland inköpta flygplan som ska förstärka Helgolands flotta.

## Destinationer
OFD utför reguljära flygningar från Flugplatz Emden till Flugplatz Borkum, liksom från flygplatsen Cuxhaven/Nordholz och Flugplatz Heide-Büsum till Helgoland-Dünes flygplats. Dessutom erbjuds rundflygning och charterflyg samt island hopping, dagliga flygningar, samt kartläggning och miljö-flyg.

## Flotta

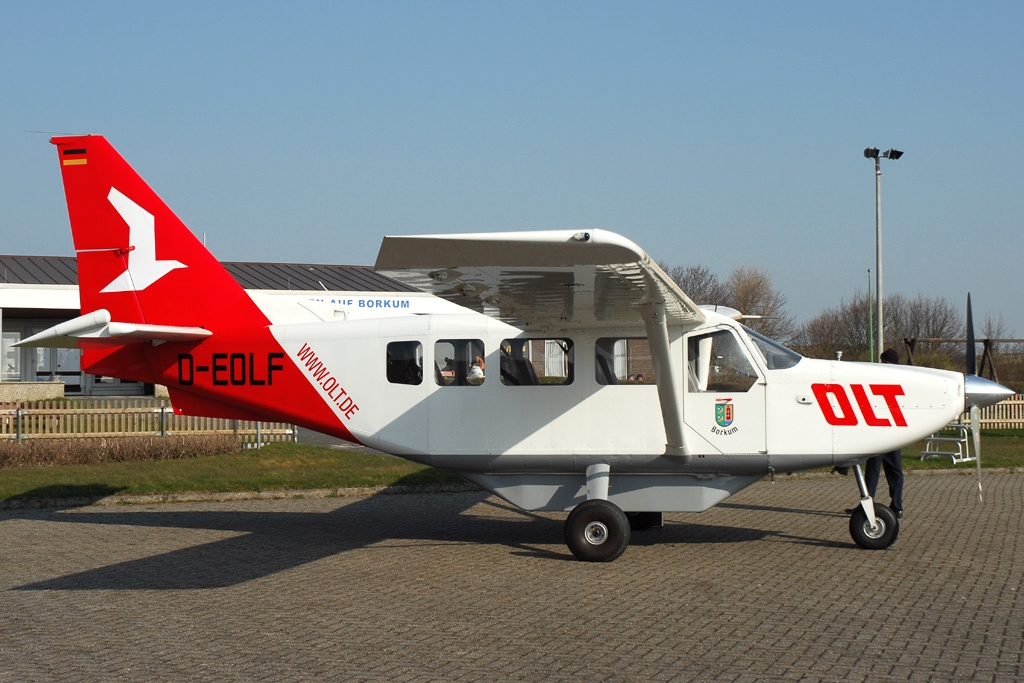
OLT Gippsland GA-8 Airvan, Flugplatz Borkum

Från och med april 2017 består OFD:s flotta av sju flygplan:
| Typ av luftfartyg            | Antal | Platser | Kommentarer |
| ---------------------------- | ----- | ------- | ----------- |
| Britten-Norman BN-2 Islander | 5     | 9       | tvåmotorigt |
| Cessna 172                   | 1     | 3       | enmotorigt  |
| Gippsland GA-8 Airvan        | 1     | 6       | enmotorigt  |
| Totalt                       | 7     | –       |             |